# Eberlanzia
Eberlanzia là chi thực vật có hoa trong họ Aizoaceae.